# دين بنجامين ماكلولين
دين بنجامين ماكلولين (بالإنجليزية: Dean Benjamin McLaughlin)‏ هو عالم فلك أمريكي، ولد في 25 أكتوبر 1901 في بروكلين في الولايات المتحدة، وتوفي في 8 ديسمبر 1965 في آن آربر في الولايات المتحدة.